# PBK MBA Moskou
Professionalnyj basketbolnyj kloeb Moskovskaja basketbolnaja Assotsiatsija Moskva (Russisch: Профессиональный Баскетбольный Клуб Московская Баскетбольная Ассоциация Москва) is een professionele mannenbasketbalclub uit de Russische stad Moskou.

## Geschiedenis
De club werd opgericht op 17 mei 2013. Het concept van de club is dat alleen afgestudeerden of studenten van sportscholen in de stad Moskou in het team komen. In 2014 werd MBA tweede om het Landskampioen van Rusland in divisie C. Sinds 2015 speelt MBA in de Russische superliga B (mannen). In het seizoen 2022/23 ging de club spelen in de VTB United League.

## Erelijst
- Landskampioen Rusland: (divisie C)
  - Tweede: 2014

- Bekerwinnaar Rusland:
  - Derde: 2023, 2025

## Bekende (oud)-spelers
- Pavel Afanasjev
- Aleksej Koeznetsov
- Andrej Sopin
- Sergej Toropov

## Bekende (oud)-coaches
- Valeri Sizov (2013-2015)
- Aleksandr Afanasjev (2015-2022)
- Vasili Karasjov (2022-heden)